# Peter J. Huber

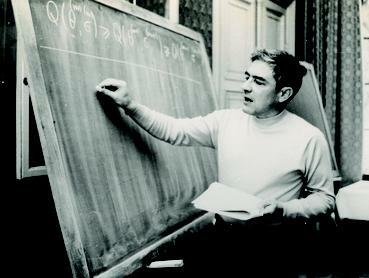
Peter J. Huber, 1975

Peter Jost Huber (* 25. März 1934 in Wohlen) ist ein Schweizer Statistiker. Er ist emeritierter Professor für mathematische Statistik an der Universität Bayreuth.

## Leben
Peter J. Huber erhielt 1958 sein Diplom in Mathematik und 1961 den Doktorgrad in Mathematik an der ETH Zürich mit der Arbeit Homotopy Theory in General Categories. Von 1961 bis 1963 war Huber Post-Doc am Statistik-Department der University of California, Berkeley, wo er seine Publikation, "Robust Estimation of a Location Parameter", verfasste.
Nach einer Gastprofessur an der Cornell-Universität wurde er Professor an der ETH Zürich mit Gast-Aufenthalten in Cornell, Yale, Princeton und Harvard. Von 1978 bis 1988 war Huber Professor für Statistik an der Harvard University und von 1988 bis 1992 am Massachusetts Institute of Technology (MIT), bevor er 1992 an die Universität Bayreuth ging und dort bis zu seiner Emeritierung 1999 blieb.
1987 wurde er in die American Academy of Arts and Sciences gewählt. Er ist Fellow der American Mathematical Society.

## Forschungstätigkeit
Peter Huber ist Autor und Ko-Autor von vier Büchern und über 70 Publikationen über Statistik und Datenanalyse.
Er war neben Friedhelm Eicker und Halbert L. White massgeblich an der Entwicklung heteroskedastie-robuster Standardfehler für lineare Modelle beteiligt. Insbesondere in der englischsprachigen Literatur werden sie als Eicker-Huber-White-Schätzer (auch nur Huber-White-Schätzer oder White-Schätzer) bezeichnet. Ferner hat Huber in der Arbeit Robust Estimation of a Location Parameter von 1964 die sogenannten M-Schätzer eingeführt von denen der Huber-k-Schätzer seinen Namen trägt. Diese umfassen nichtlineare Kleinste-Quadrate-Schätzer, Maximum-Likelihood-Schätzer, Quasi-Maximum-Likelihood-Schätzer und Kleinste-Absolute-Abweichungen-Schätzer (englisch least absolute deviations estimator, kurz LAD). In derselben Arbeit leitet er auch robuste Standardfehler für diese Schätzerfamilie her. Mit dieser Arbeit und den nachfolgenden wurde eigentlich das Gebiet der modernen robusten Statistik gegründet, als einer deren Stammväter Peter Huber gilt, neben John W. Tukey, Frank Hampel und Weiteren.
Zur Implementation seiner Methoden entwickelte Huber gemeinsam mit seinem Sohn Thomas die Programmierumgebung ISP (Interactive Scientific Processor), die viel bei Flugbeobachtungen eingesetzt wurde.

## Schriften (Auswahl)
- Robust Estimation of a Location Parameter. In: The Annals of Mathematical Statistics. Band 35, Nr. 1, 1964, S. 73–101 (projecteuclid.org). Wieder gedruckt in: Samuel Kotz, Norman L. Johnson (Hrsg.): Breakthroughs in Statistics, Volume II – Methodology and Distribution. Springer-Verlag, Berlin / Heidelberg / New York 1992, ISBN 3-540-94037-5, S. 492–518, doi:10.1007/978-1-4612-4380-9.
- The behavior of maximum likelihood estimates under nonstandard conditions. In: Proceedings of the Fifth Berkeley on Mathematical Statistics and Probability. Band 1. University of California Press, 1967, S. 221–233 (englisch, projecteuclid.org [abgerufen am 12. November 2017]).
- Robust Statistics. Wiley, New York 1981, ISBN 0-471-65072-2.
- Mit Elvezio M. Ronchetti: Robust Statistics. 2. Auflage. Wiley, Hoboken 2009, ISBN 978-0-470-12990-6.